# HD 202261
HD 202261，又名BD-17 6216，SAO 164249、HR 8122，是一颗恒星，视星等为6.04，位于銀經32.19，銀緯-39.37，其B1900.0坐标为赤經21h 9m 30.9s，赤緯-17° -39.37′ 32″。